# سعود راشد الحجيلان
سعود الحجيلان سياسي ونقابي كويتي، مؤسس ورئيس الاتحاد الدولي لنقابات آسيا وأفريقيا في العام 2019  و يرأس الحركة الشعبية الوطنية الكويتية. وكان قد أسّس في العام 2017 اتحاد العاملين في القطاع الخاص الكويتي. وهو ابن القيادي النقابي الكويتي راشد فلاح الحجيلان، الرئيس السابق للاتحاد العام لعُمّال الكويت. كما يشغل سعود الحجيلان منصب رئيس المنظمة الآسيوية الأفريقية لحقوق الانسان وذلك منذ 11 يناير/كانون الثاني 2022،  و في 22 لشهر فبراير لعام 2025  أسس الإتحاد الخليجي للإعلام و أصبح رئيسآ للمؤتمر الأول المنعقد في بغداد و تم انتخابه امينآ عاما للإتحاد  .   مصدر موثوق من موقع الإتحاد الرسمي